# The Interns
The Interns es una película dramática estadounidense de 1962 dirigida por David Swift y protagonizada por Michael Callan, Cliff Robertson , James MacArthur , Nick Adams , Haya Harareet y Suzy Parker.

## Sinopsis
Una clase de pasantes llega para su primer año de capacitación a un hospital público de la ciudad, que atiende a pacientes de muchos grupos étnicos y socioeconómicos diferentes. John Paul Otis y Lew Worship, amigos cercanos y compañeros de clase, planean convertirse en cirujanos y abrir juntos su propia clínica. No están muy entusiasmadas con su asignación a la obstetricia , ya que sienten que dar a luz no es muy difícil.
Lew se involucra románticamente con la estudiante de enfermería Gloria, mientras que John se enamora de la modelo Lisa Cardigan. A Lisa no le gusta la idea de salir con un joven médico relativamente empobrecido y está embarazada fuera del matrimonio de otro hombre. Aunque John se ofrece a resolver su problema casándose con ella, esta lo presiona para que le consiga pastillas ilegalmente con la esperanza de interrumpir el embarazo. Finalmente lo hace, y Lew lo atrapa y lo denuncia, poniendo fin a su amistad y a la carrera médica de John.

## Reparto
- Michael Callan como el Dr. Alec Considine
- Cliff Robertson como el Dr. John Paul Otis
- James MacArthur como el Dr. Lew Worship
- Nick Adams como el Dr. Sid Lackland
- Suzy Parker como Lisa Cardigan
- Haya Harareet como la Dra. Madolyn Bruckner
- Anne Helm como Mildred
- Stefanie Powers como la enfermera Gloria Mead
- Buddy Ebsen como el Dr. Sidney Wohl
- Telly Savalas como el Dr. Dominic Riccio
- Katharine Bard como la enfermera Vicky Flynn
- Kaye Stevens como la enfermera Didi Loomis
- Gregory Morton como el Dr. Hugo Grandchard
- Angela Clarke como Emma Auer
- Connie Gilchrist como la enfermera Connue Dean
- Ellen Davalos como Loara
- Carroll Harrison como la enfermera Olga
- John Banner como el Dr. Duane
- Mari Lynn como Samantha Simon
- Brian G. Hutton como el Dr. Joe Parelli (como Brian Button)
- J. Edward McKinley como el Dr. Robert Bonny
- Bobo Lewis como Gwen
- Ira Barmak como el segundo interno
- Bill Gunn como Rosco (no acreditado)